# ダム再開発事業
ダム再開発事業（ダムさいかいはつじぎょう）とは、既存のダムを嵩上げ・施設強化・貯水池掘削などによって機能を強化したり、新たな目的を付加するためにダムをリニューアルする事業のことである。近年ダム建設に適した地点が少なくなっていることから、新規ダム建設に代る新たな河川開発手法としてその実績は増加傾向にある。

## 概要
ダム再開発事業には主に以下の手法が採用され、治水（洪水調節）と利水（灌漑、上水道・工業用水道供給）機能の強化を図ること、もしくはダム機能の半永久的な維持を図ることを目的に実施される。
- ダム堤体の改修。
- 放流施設（洪水吐き・排水トンネル等）の改修・増強。
- ダム湖（貯水池）の掘削。
- ダムの貯水容量変更（空容量の振り替え）。
- ダム嵩上げ。
- ダム直下に新規ダムを建設。

## 目的と手法

### ダム堤体改修
ダム本体（堤体）を改修する再開発事業は、ダム機能の維持を最大目的とする。対象となるダムは明治時代・大正時代以前に建設された古いダムである。特にコンクリートダムにおいては従前に限局的な修繕はされているものの、全面的な大修理が行われた例はかつてなかった。しかし老朽化の進行により地震や異常出水への懸念が出始めた。
1995年（平成7年）1月17日に阪神・淡路大震災が発生し阪神地方に莫大な被害を与えた。被災地の六甲連山には多数のダムが建設されているが、特に古いものとして1900年（明治33年）に完成した神戸市水道局管理の布引五本松ダム（生田川）があった。築95年を経過しての大地震の遭遇であったが、重力式コンクリートダムの特性を存分に発揮し震災によって決壊などの致命的損壊を負うことはなかった。だが、その後の調べで亀裂や漏水が起こることが発見され、放置すれば再度大地震が発生したときの安全性に重大な影響を及ぼしかねない。このためダムを管理する神戸市は貯水池の水を全て抜いて空にし、漏水の原因となっている亀裂箇所を修繕し、さらに湖底に溜まった堆砂を掘削して貯水容量も確保した。だがダムは日本最初の重力式コンクリートダムとして土木史的に極めて貴重なものであるから、外観を損ねないように細心の注意を払いながら修理を行った。この「布引五本松ダム再開発事業」の完成により、ダムは1世紀を経た現在でも神戸市の水がめの1つとして稼動し続けている。また、外観を損ねない修理の結果、2006年（平成18年）には国の重要文化財（建造物、近代化遺産）に指定された。このようにダム機能を維持しつつ外観を保護した再開発事業として他には、日本唯一の五重マルチプルアーチダムである香川県の豊稔池ダム（柞田川）再開発がある。
一方、ダム外観を全く変更して再開発を行った例としては広島県の帝釈川ダム（帝釈川）がある。1924年（大正13年）に水力発電を目的として上帝釈峡に建設された堤高62.1mの重力式コンクリートダムであるが、こちらも築80年近くを経過しており老朽化が進行していた。既に嵩上げと洪水吐きの改修は行われていたが、堤体を全面的にリニューアルし併せて発電能力の増強を図ろうとした。2004年（平成16年）より着手されたこの事業ではダム表面にコンクリートを打ち増し、非越流式であった型式をダム天端から越流させる越流型に変更し2門のゲートを設けた。この「帝釈川ダム再開発事業」は2006年7月に完成したが、ダム所在地が比婆道後帝釈国定公園に指定されていることから環境への配慮を最大限に行ったのも特徴である。このため、貯水位は低くしたもののダム湖である神竜湖は湛水したままで工事を遂行している。

### 放流施設改修・増強
洪水吐きを改修、あるいはトンネル式洪水吐き等の放流施設を改修・増強する再開発事業は、治水・利水機能の強化を目的とする。
治水目的の再開発として最も行われているものは、洪水吐きのゲート（水門）を全て撤去しゲートレス化する手法である。従来、ダムによる洪水調節はゲートの操作が極めて重要視されており、「ゲート操作規定」を各ダムに設けて洪水量に応じて細分化された取り決めが行われていた。これは河川法や特定多目的ダム法、水資源機構法によっても定められているダム管理における重要な項目である。だが、近年ではゲートをなくした自然調節方式でも洪水調節が可能であるという見解がなされ、かつ建設費圧縮の観点からも水門をなくした方が経費節減に有効であるという風潮も相俟って、多目的ダム・治水専用ダムを始め目的・ダム型式の如何を問わず、ダム天端部にゲートのないダムの建設が主流となっている。洪水の場合、許容される貯水量を超えると自然に越流する方式のゲートレスダムを通称「坊主ダム」とも呼ぶ。
一方、ダム本体とは別にトンネル式洪水吐きを設ける再開発もあるが、この場合は治水・利水両方の目的で行われる。治水目的では福井県にある笹生川ダム（真名川）のトンネル式洪水吐きが著名である。1967年（昭和42年）9月、福井県北部を奥越豪雨という集中豪雨が襲った。この豪雨は越美山系で3日間に1,044mmという総降水量を記録する猛烈なもので、ダムは洪水調節機能を大幅に上回る洪水を受け機能を喪失。堤体全面から洪水が越流しダム決壊の危機に陥った。このため真名川ダムの建設と共に笹生川ダムの洪水調節機能強化が図られ、ダム直下流に洪水吐きトンネルを新設。奥越豪雨級の集中豪雨に対応出来る様にした。このトンネルは1977年（昭和52年）に完成したが、完成後は洪水調節機能を発揮し2004年7月の平成16年7月福井豪雨でも、真名川ダムと共に真名川流域の浸水被害をほぼ皆無に抑えた。
利水目的では、隣接するダム湖の貯水を融通し合うことにより効率的な利用を行い、河川維持用水の放流や灌漑等に利用する「ダム連携事業」が鬼怒川等で行われている。この他京都府の天ヶ瀬ダム（淀川）再開発事業において、上水道供給強化を目的に国内最大級のトンネル式放水路が建設される計画が国土交通省近畿地方整備局によって進められていた。だが水需要の減少に伴い事業の必要性に疑問が持たれ、最終的に2005年（平成17年）「淀川水系流域委員会」で建設中のダム事業と共に中止勧告が出され、事業は事実上頓挫している。これ以外では、美和ダム（三峰川）・小渋ダム（小渋川）の排砂バイパストンネルがある。これは深刻なダム湖の堆砂が続く両ダムにおいて、洪水時に上流から流れ来る砂をダム湖上流の貯砂ダムからトンネルで流下、ダム湖を迂回してダム下流に流し、ダム堆砂の防止と海岸侵食防止に充てようというものである。2004年に美和ダムの排砂バイパストンネルは完成し、小渋ダムのものも2016年に完成した。こうしたバイパストンネルは全国の幾つかのダムで実用化若しくは計画されている。

### 貯水池掘削・容量変更
ダム本体より、ダム湖（貯水池）の湖底を掘削したり、貯水池の容量配分を変更して他の目的に振り替える再開発事業は治水・利水何れの目的でも行われるが、利水目的の色合いが強い。
大抵においてはダム湖の堆砂を除去するのと同時に更に湖底を掘削してダム湖の水深を深くし、新規の貯水容量確保を求めて行われる。特に上水道供給の目的で行われるケースが多く、1978年（昭和53年）の通称『福岡砂漠』で全く枯渇してしまった福岡市の水源である南畑ダム（那珂川）では、ダム湖を掘削して貯水容量を増やし新規上水道供給を図る「南畑ダム再開発事業」に乗り出した。建設省（現・国土交通省）も筑後川水系の松原ダム（筑後川）・下筌ダム（津江川）において、従来の目的には無かった上水道供給と有明海へのノリ養殖のための河川維持用水供給を目的に「松原・下筌ダム再開発事業」を施工した。これにより福岡市内における渇水被害は皆無とは行かないにしろ軽減された。また、有明海のノリ養殖では渇水期に緊急放流を行うことによってノリの色落ちを防ぎ品質維持に役立っている。
一方洪水調節目的の貯水池掘削であるが、これは「事前放流」の解消を目的とする。事前放流とは降水量が多くなる夏季を前に予めダムから放流を行って貯水位を低くし、洪水に備えるための放流である。だが多目的ダムの場合では特に灌漑・上水道といった利水目的がある場合、旱魃時に有効な水供給が行えなくなる弊害が起こりうる。この為両者の整合性を図るために貯水池の湖底を掘削し事前放流分の容量を確保することで、治水と利水の両立を図ることを目的に行う。茨城県の藤井川ダム（藤井川）再開発事業などで行われている。
これに対し貯水容量の変更であるが、これは利用目的の変更を意味する。宮城県の花山ダム（迫川）は当初発電の目的も有していた。近接する鉱山への送電が目的であったがその後の産業構造の変化に伴い鉱山の規模が大幅に縮小。送電するだけの電力需要がなくなったため発電目的は余剰になった。その一方で下流域の栗原郡（現・栗原市）の人口増加によって上水道需要が急増。新たな水資源開発が要望された。ダムを管理する宮城県は発電目的を廃止し、その利用分を上水道目的に振り替えるために「花山ダム再開発事業」に着手、取水塔の改築やダム本体の嵩上げを行って必要な上水道容量を確保した。この様に利用目的の変更を行うために貯水容量を振り替える再開発もあるが、必ずしもダムの改築などが必要になる訳ではなく、単に貯水容量の未使用分を新しい目的に振り替えるだけの再開発もある。但しこの場合は元からの目的でダムを利用している事業者との水利権調整が必要となる。一例として佐久間ダム（天竜川）再開発事業（洪水調節容量の新設=多目的ダム化）が該当する。

### 嵩上げ・新規ダム建設
ダム本体の嵩上げ、もしくは既設ダムの直下流の新規のダム建設を図ることでダム再開発を行う手法は、現在最も多く施工・計画されている手法でもある。なおかつ大規模な事業が多い。
1935年（昭和10年）の『河水統制計画』以降、沖浦ダム（浅瀬石川）・向道ダム（錦川）を皮切りに次第に全国各地の河川で多目的ダムの建設が始まり、戦後1950年（昭和25年）の国土総合開発法以降、その数は急速に増大した。だが、この頃建設されたダムはその後の水需要の変化、そして当時計画していた洪水調節流量を超える洪水被害の経験によって、次第に本来の目的を発揮しにくくなった。従来は別の地点にダムを建設したり、堰・堤防・用水路・放水路を建設することで対応していたが、水没住民の反対運動や環境問題、宅地化の進展などで新規事業の立案は次第に困難さの度合いを増していった。
こうした中で次第に手掛けられていったのが、ダム嵩上げによる再開発であった。不足分の治水・利水容量を供給するだけの貯水量を確保するためにダムを嵩上げし、対応しようとした。さらに既に建設されているダムの下流1 - 2km地点に新規にダムを建設して、既設ダムの貯水量を大幅に増大させる再開発事業も行われるようになった。これにより従来のダムよりも数倍規模の貯水容量を確保し、洪水調節や利水を一気に賄うことが可能となる事業も現れた。従って総貯水容量が1億トンを超える大規模ダムも存在する。近年では「利根川上流ダム群再開発事業」や「荒川上流ダム群再開発事業」、「天竜川ダム再編事業」の様に水系内の複数のダムを総合的に再開発しようという動きが国土交通省でみられ、その中で複数のダムに対して嵩上げや貯水容量再配分等、前述の方法を組み合わせた大規模ダム再開発計画も行われている。
だが、貯水池の大幅拡張は当然ながら新たな水没地域を生み出し、目屋ダム（岩木川）再開発事業である「津軽ダム」では目屋ダム建設時に移転した西目屋村の集落が再度水没するという事態も起こっている。この他反対運動の長期化もあって事業の進捗が遅れているダム事業も多く、水源地域対策特別措置法の対象となったダムも多い。公共事業見直しの風潮も重なって事業の継続に疑問視する指摘もあり、新桂沢ダム（幾春別川）のように事業が当初計画より縮小した事業もある。現状としては日本の長期化ダム事業に名を連ねるダムが多い。
そして、当然のことながら再開発が完成すれば既設ダムは水没する運命にある。既に1988年（昭和63年）に完成した浅瀬石川ダムにより、日本で最初に着手された多目的ダム・沖浦ダムが水没している。また、2013年（平成25年）に胆沢ダム（胆沢川）が完成すると、日本で最初に施工されたロックフィルダム・石淵ダムが水没する。水没したダムは本来のダムとしての使命は終えるものの、水没後は貯砂ダムとしてダム湖の堆砂を抑制する役割を果たしていく。

#### 主な大規模ダム再開発の一覧
- （備考1）：対象は大規模な嵩上げ、もしくは直下流に大規模ダムを建設する再開発事業を掲載。
- （備考2）：上段は既設ダム、下段は再開発後のダム諸元。黄色欄は建設中または計画中の事業（2019年現在）。

| 水系名 | 河川名   | ダム名             | 型式         | 事業主体                     | 堤高 (m) | 総貯水 容量 (千m3) | 着手 （年） | 完成 （年） | 備考   |
| ------ | -------- | ------------------ | ------------ | ---------------------------- | -------- | ------------------ | ----------- | ----------- | ------ |
| 富田川 | 富田川   | 川上ダム           | 重力式       | 山口県                       | 45.5     | 6,100              | 1958        | 1961        | －     |
| 富田川 | 富田川   | 川上ダム           | 重力式       | 山口県                       | 63.0     | 22,741             | 1971        | 1979        | －     |
| 湊川   | 湊川     | 五名ダム           | 重力式       | 香川県                       | 27.5     | 611                | 1951        | 1961        | －     |
| 湊川   | 湊川     | 五名ダム           | 重力式       | 香川県                       | 56.0     | 6,750              | 1995        | 未定        | 計画中 |
| 亀田川 | 亀田川   | 中野ダム           | 重力式       | 函館市水道局                 | 53.0     | －                 | －          | 1960        | －     |
| 亀田川 | 亀田川   | 新中野ダム         | 重力式       | 北海道                       | 74.9     | 3,340              | 1971        | 1984        | －     |
| 石狩川 | 幾春別川 | 桂沢ダム           | 重力式       | 国土交通省                   | 63.6     | 92,700             | 1947        | 1957        | －     |
| 石狩川 | 幾春別川 | 新桂沢ダム         | 重力式       | 国土交通省                   | 76.0     | 147,300            | 1985        | 未定        | 建設中 |
| 石狩川 | 夕張川   | 大夕張ダム         | 重力式       | 北海道開発局 （農林水産省）  | 67.5     | 87,200             | －          | 1962        | 水没   |
| 石狩川 | 夕張川   | 夕張シューパロダム | 重力式       | 国土交通省 農林水産省 北海道 | 110.6    | 427,000            | 1991        | 2015        |        |
| 岩木川 | 岩木川   | 目屋ダム           | 重力式       | 青森県                       | 58.0     | 39,000             | 1950        | 1959        | 水没   |
| 岩木川 | 岩木川   | 津軽ダム           | 重力式       | 国土交通省                   | 97.5     | 142,300            | 1988        | 2016        |        |
| 岩木川 | 浅瀬石川 | 沖浦ダム           | 重力式       | 青森県                       | 40.0     | 3,583              | 1933        | 1945        | 水没   |
| 岩木川 | 浅瀬石川 | 浅瀬石川ダム       | 重力式       | 国土交通省                   | 91.0     | 53,100             | 1971        | 1988        | －     |
| 北上川 | 滝名川   | 山王海ダム         | アース       | 農林水産省                   | 37.4     | 9,590              | －          | 1953        | －     |
| 北上川 | 滝名川   | 山王海ダム         | ロックフィル | 農林水産省                   | 61.5     | 38,400             | 1990        | 2001        | －     |
| 北上川 | 胆沢川   | 石淵ダム           | ロックフィル | 国土交通省                   | 53.0     | 16,150             | 1945        | 1953        | 水没   |
| 北上川 | 胆沢川   | 胆沢ダム           | ロックフィル | 国土交通省                   | 132.0    | 143,000            | 1983        | 2013        |        |
| 最上川 | 置賜野川 | 管野ダム           | 重力式       | 山形県                       | 44.5     | 4,470              | 1946        | 1951        | 水没   |
| 最上川 | 置賜野川 | 長井ダム           | 重力式       | 国土交通省                   | 125.5    | 51,000             | 1979        | 2011        | －     |
| 荒川   | 大洞川   | 大洞ダム           | 重力式       | 埼玉県                       | 24.7     | 110                | 1958        | 1960        | －     |
| 荒川   | 大洞川   | 新大洞ダム         | 重力式       | 国土交通省                   | 155.5    | 33,000             | 1995        | 未定        | 計画中 |
| 木曽川 | 木曽川   | 丸山ダム           | 重力式       | 国土交通省 関西電力          | 98.0     | 79,520             | 1941        | 1955        | －     |
| 木曽川 | 木曽川   | 新丸山ダム         | 重力式       | 国土交通省                   | 122.5    | 146,350            | 1980        | 未定        | 建設中 |

注）浅瀬石川・長井の両ダムは単一ダムの再開発には当たらない為厳密には再開発事業とはならないが、結果的に既設ダムを水没させて大幅な事業効果をもたらす為便宜的に掲載する。

## ダム再開発の例
近年は新規ダム建設の減少に伴い、既存のダムをかさ上げし能力増強する「ダム再開発」が多い。再開発では、既存のダムが水没させることが多い。日本初の多目的ダムである沖浦ダムも、1988年に水没している。
- ダム建設の是非 - 天ヶ瀬ダム再開発が中止を勧告されている
- グランドクーリーダム#再開発 - 3番目の発電所に設置された6台のフランシス水車のうちのひとつ。出力は約100万馬力
- 佐久間ダム - 2004年（平成16年）より根幹事業である佐久間ダム再開発事業が着手された
- 福地ダム - 福地ダムはダム再開発事業が行われることになり、1979年（昭和54年）1月31日に基本計画が告示
- 二瀬ダム#荒川上流ダム群再開発～新大洞ダム
- 高野山ダム#昭和の再開発
- 美和ダム#再開発
- 佐久間ダム#佐久間ダム再開発事業
- 天ヶ瀬ダム
- 横山ダム#ダム再開発
- 鶴田ダム#再開発
- 帝釈川ダム#再開発
- 山王海ダム#平成の再開発
- 桂沢ダム
- 国土交通省直轄ダム - 現在ダム再開発によるものは津軽ダム（岩木川）と胆沢ダム（胆沢川）、長井ダム（置賜野川）で、完成すると既存のダムは水没
- 松原ダム#再開発事業と漁業保護
- 木屋川ダム - 木屋川ダムの再開発事業が計画されている
- 長安口ダム - ダム本体の改良を柱としたダム再開発事業を計画
- 藤井川ダム#再・再開発
- 神一ダム#再開発
- 牧尾ダム - 牧尾ダム再開発事業を計画
- 藤原ダム#再開発事業
- 西古屋ダム - 再開発に伴う使用水量増加により建設
- 笹ヶ峰ダム - かんがい用水確保のため再開発
- 花山ダム#再開発
- 下久保ダム#ダム再開発事業
- 黒部ダム (栃木県)#再開発 -　東京電力による鬼怒川再開発
- 丸山ダム - ダムかさ上げによるダム再開発事業中
- 高瀬ダム - 高瀬川電源再開発計画
- 川上ダム (山口県) - ダム再開発事業により貯水容量を増加
- 秋葉ダム - 海岸侵食を防止するためダム再開発事業に乗り出した
- 水ヶ瀞ダム#再開発
- 福地ダム - ダム再開発事業が行われた
- 黒田ダム - 再開発に伴い、下流に取水ダムを別途建設
- 厚東川ダム - ダム再開発事業による
- 有峰ダム#有峰再開発
- 氷川ダム - 氷川ダム再開発事業により、嵩上げ事業を実施
- 大橋ダム#再開発
- 大淀川第一ダム#再開発
- 石淵ダム -
- 下筌ダム - 松原ダムと共に再開発事業に着手
- 鎧畑ダム#ダム再開発
- 碓氷湖 - 群馬県は1985年（昭和60年）よりダムをさらにかさ上げして砂防ダムから通常のダムへと改築する坂本ダム再開発事業を展開
- 野洲川ダム - ダム再開発事業を実施中
- 管野ダム -
- 鹿瀬ダム - 発電所再開発して出力を増強する計画
- 相模ダム - 相模ダム再開発事業が行われる
- 北上特定地域総合開発計画 - 北上川本流には旧飯野川可動堰を再開発して塩害の防止と利水を強化する目的で1978年（昭和53年）、北上大堰が建設された
- 農林水産省直轄ダム - 大夕張ダム再開発事業など
- 宇賀ダム -
- 野反ダム - 中津川の既存水力発電所の再開発を計画
- 高野山ダム#昭和の再開発
- 倉敷ダム - 瑞慶山ダムを置き換えるダム再開発事業として建設
- 矢作ダム - 黒田ダム（黒田川）を再開発した上で利用する奥矢作発電所の建設による
- 美唄ダム - 「美唄ダム再開発事業」工事を実施
- 逆川ダム -
- 天竜川 - 佐久間ダム再開発事業
- 御母衣ダム - 既存の水力発電所再開発を進め、新祖山・新小原・新成出・新椿原の発電所群を1970年代に完成
- 茨城県藤井川ダム - ダム再開発事業として多目的ダム化
- 三川ダム - ダムの高さを5.0メートルかさ上げするダム再開発事業を実施
- 小口川ダム - 既存の有峰ダム再開発事業による
- 朝日小川ダム - 水力発電所の建設および再開発を実施
- 王泊ダム - ダムの嵩上げ工事　ダム再開発事業を完了
- 上麻生ダム - 上麻生発電所の再開発を行う計画
- 渋沢ダム - 水利権を継承した東京電力によって再開発される
- 阿賀野川#揚水発電と再開発
- 小俣ダム - 小口川ダムがある。有峰ダム再開発事業の中で建設された北陸電力の発電用ダム
- 小屋平ダム - 黒部川第二・第三発電所の再開発事業として、新黒部川第二・第三発電所を建設
- 筑後大堰 - 維持流量の確保を図る為松原ダム・下筌ダムの再開発を図ってノリ生育期の維持流量確保を図るべく再開発事業を実施

## 参考資料
- 日本ダム協会　ダム便覧
- 『日本の多目的ダム』1963年版・1972年版・1980年版　建設省河川局監修・全国河川総合開発促進期成同盟会編